# Хистидин
Хистидин (съкратено His или H) e α-аминокиселина с имидазолова функционална група. Тя е една от 20-те протеиногенни аминокиселини. Нейните кодони в иРНК са CAU и CAC. Хистидинът е изолиран за първи път от германския лекар Албрехт Косел през 1896. Хистидинът е незаменима аминокиселина както за хората, така и за други бозайници. Първоначално се е смятало, че е незаменима единствено за новородените, но по-продължителни проучвания доказват нейната необходимост и за възрастните.

## Химични свойства
Имидазоловата странична верига на хистидина притежава pKa около 6, а като цяло pKa на аминокиселината е 6,5. Това означава, че при физиологични pH стойности, относително малки промени в pH могат да променят нейния среден заряд. Под pH 6, имидазоловият пръстен е протониран според изискванията на уравнението на Хендерсон-Хаселбах. Протониран имидазоловият пръстен съдържа две N-H връзки и е зареден положително. Позитивният заряд е равно разпределен между двата азотни атома и може да се представи чрез две еднакво важни резонансни структури.

### Ароматност
Имидазоловият пръстен на хистидина е ароматен при всички pH стойности. Той съдържа шест π-електрона: четири от две двойни връзки и два от една свободна електронна двойка при азотен атом. Той може да влиза в π-π взаимодействия, но те са усложнени вследствие на положителния заряд. В нито едно състояние не поглъща светлина при 280 nm, но го прави в късата УВ област повече от други аминокиселини.

### Биохимия
Имидазоловата странична верига е често срещан координационен лиганд в различни металопротеини както и част в каталитични центрове на някои ензими. В каталитичните триади, базичният азот на хистидина привлича протон от серин, треонин или цистеин, превръщайки съответната аминокиселина в нуклеофил. В хистидиновата протонна совалка, хистидинът взема участие в бързия транспорт на протони, осъществявайки това чрез своя базичен азотен атом, който откъсва протон и образува положително зареден метаболит. След това този метаболит предава протона и съответно положителния заряд на друга молекула – буфер, освобождавайки своя киселинен азотен атом до неговото основно базично състояние. При карбоанхидразните ензими, хистидинова протонна совалка се използва за бързо пренасяне на протони вън от цинк-свързаните водни молекули, като по този начин се възстановява активната форма на ензима.

## Метаболизъм
Аминокиселината е прекурсор за биосинтезата на хистамин (биогенен амин, вазодилататор, взимаш участие в алергичните реакции) и карнозин.
Ензимът хистидин амоняк лиаза (хистидиназа) трансформира хистидина в амоняк и уроканова киселина. Липсата на този ензим се среща при рядкото метаболитно заболяване хистидинемия. В актинобактериите и филаментозните гъби, като Neurospora crassa, хистидинът може да бъде превърнат до антиоксиданта ерготионеин.

### Катаболизъм
Катаболизмът на хистидин протича през уроканат, 4-имидазолон-5-пропионат и N-формаминоглутатамат. Формиминовата група, трансферирана до тетрахидрофолата, формира глутамат, а след това α-кетоглутарат. При дефицит на фолиева киселина прехвърлянето на формиминовата групата се нарушава и N-формаминоглутатаматът се екскретира. Екскрецията му след доза от хистидин може да се използва за установяването на дефицит от фолиева киселина. Заболявания, причинени от нарушения в хистидиновия катаболизъм са хистидинемия и уроканатна ацидурия.